# Aïn Ferah
Aïn Ferah (în arabă عين فراح) este o comună din provincia Mascara, Algeria.
Populația comunei este de 5.816 locuitori (2008).